# Бурундайский тракт (Алма-Ата)
Бурундайский тракт — соединяет город Алматы с поселком Бурундай (казах. Боралдай), с населенном пунктами на Северо-Западе Алматинской области и с Карагандой. В черте города проходит от северо-западной окраины до улицы Белинского, через Северо-Западное кольцо можно проехать в Талдыкурганскую область. Современная магистраль с интенсивным движением, с пунктами технического обслуживания и отдыха в пути, по всей трассе озеленена ветрозащитными лесопосадками тополя и карагача. По Бурундайскому тракту перевозятся народно-хозяйственные грузы в город Алма-Ата и готовая продукция в села, поселки и города ближайших областей.